# OpenCritic
OpenCritic – strona internetowa agregująca recenzje gier komputerowych. W odróżnieniu od Metacritica, rozbijającego oceny na poszczególne platformy, na jakich ukazała się dana gra komputerowa, OpenCritic opiera się na średniej ze wszystkich platform. Na stronie wyświetlane są także inne informacje, w tym procentowy wskaźnik recenzentów polecających grę.

## Historia
Agregator OpenCritic stworzono w odpowiedzi na kontrowersje, jakie w branży gier komputerowych wywołuje Metacritic. Strona bywa niekiedy traktowana przez producentów i wydawców gier jako wyznacznik popularności danej produkcji, a od uzyskanego na niej wyniku mogą być uzależniane ewentualne premie dla szeregowych pracowników odpowiedzialnego za nią studia. Metacritic nie udostępnia szczegółowych informacji odnośnie do tego, w jaki sposób wylicza ostateczną ocenę (tzw. metascore), korzysta też ze średniej ważonej, przyznając ocenom określonych czasopism i stron internetowych wyższą wagę niż innym, nie wskazując jednak, które publikacje traktowane są preferencyjnie. Z tego powodu wielu twórców, graczy i dziennikarzy branżowych krytykuje sugerowanie się ocenami na Metacriticu przez wydawców i producentów.
Koncept OpenCritica został opracowany przez zespół, na którego czele stał Matthew Enthoven ze studia producenckiego Riot Games. Głównym celem projektu była przejrzystość ocen gier, opartych wyłącznie na średniej arytmetycznej, a nie ważonej. W odróżnieniu od Metacritica strona pokazuje też nazwiska autorów recenzji, a nie tylko nazwę publikacji, i pozwala samym użytkownikom określić, którzy są dla nich najbardziej wiarygodni bądź mają najbardziej zbliżone gusta.
Prace nad stroną rozpoczęły się w 2014 roku, a uruchomiona została 30 września 2015, bazując na recenzjach z siedemdziesięciu pięciu publikacji. W większości agreguje ona recenzje gier wydanych od momentu jej startu, a twórcy co do zasady nie planują uzupełniać jej o starsze tytuły. Producenci gry mogą zgłosić prośbę o ujęcie jej na stronie, o ile spełnią określone kryteria kwalifikacyjne; odpowiednie kryteria dotyczą również nowych publikacji, których oceny miałby być prezentowane użytkownikom. Poza podstronami poświęconymi samym grom OpenCritic udostępnia także podstrony poszczególnych publikacji i recenzentów. Pierwotnie strona była utrzymywana z darowizn od patronów, jednak z czasem dalsze jej finansowanie uzupełniono o przychody z wyświetlanych reklam.
W październiku 2017 zapowiedziano, że na podstronach gier zaczną pojawiać się informacje o metodach ich monetyzacji, co stanowiło odpowiedź na rozpowszechnienie się w nowych tytułach skrzynek z losowymi przedmiotami. Doprecyzowano, że przy grach pojawiać będą się znaczniki wskazujące, czy obecne w nich systemy skrzynek wpływają na doświadczenie gracza, np. czynione przez niego postępy, oraz czy losowe nagrody są czymś więcej niż tylko przedmiotami kosmetycznymi. Funkcja została uruchomiona w lutym 2019.
W styczniu 2020 w Epic Games Store na stronach produktów zaczęły pojawiać się oceny bazujące na średniej z OpenCritica, z kolei sklep GOG zaczął podawać je wraz z recenzjami krytyków w grudniu 2022.

## Funkcjonalności
OpenCritic gromadzi odnośniki do zewnętrznych stron internetowych zamieszczających recenzje gier komputerowych. Pod uwagę brane są zarówno recenzje z oceną końcową, która jest następnie brana pod uwagę przy wyliczaniu średniej, jak i opisowe, chociażby autorstwa popularnych youtuberów. Recenzje podsumowywane są na trzy sposoby: jako średnia arytmetyczna wyliczana na podstawie wszystkich recenzji z ocenami, ujednoliconymi w skali 0–100; średnia procentowa wskazująca, ilu recenzentów – w tym tych nie przyznających ocen – poleca grę; oraz ranking porównujący daną produkcję z innymi zgromadzonymi w bazie. Zarejestrowani użytkownicy mogą oznaczyć wybrane przez siebie publikacje jako zaufane, co przekłada się na sposób prezentowania im recenzji, dostosowywanie treści według ich preferencji oraz generowanie spersonalizowanych ocen zbiorczych.